# Sentirme vivo
Sentirme vivo es el nombre del 15º álbum del artista mexicano Emmanuel. Se lanzó al mercado por Universal Music el 23 de noviembre de 1999, y producido por el italiano Emanuele Ruffinengo. El disco toma el nombre del sencillo compuesto por el peruano Gian Marco, también se desprenden los sencillos "Corazón de Melao" y "La Intrusa", tema principal de la telenovela mexicana La intrusa (2001) transmitida por el Canal 2 de la cadena Televisa (México).

## Lista de canciones
1. «Maldito Miedo» (Gian Marco Zignago)
2. «Vida» (Letra: Giulio Rapetti Mogol Música: Mario Lavezzi) [Adaptación: Víctor Manuel]
3. «Sentirme Vivo» (Gian Marco Zignago)
4. «Me Tira El Alma Al Suelo» (Gian Marco Zignago)
5. «Y Ahora Tú» (Letra: Giulio "Mogol" Rapetti Música: Lucio Battisti) [Adaptación: Emmanuel]
6. «Mátame» (Tito Enríquez)
7. «¿Por qué no?» (Letra: Giulio "Mogol" Rapetti Música: Lucio Battisti) [Adaptación: Emmanuel]
8. «Corazón de Melao» (Manuel Tejada; José Antonio Rodríguez; Emmanuel)
9. «Fragilidad» (Gian Marco Zignago)
10. «Respirando» (Letra: Giulio "Mogol" Rapetti Música: Lucio Battisti) [Adaptación: Emmanuel]
11. «La Intrusa»

## Créditos
- Dirección y Realización: Emanuele Ruffinengo
- Productor Ejecutivo: Emmanuel
- Arreglos: Emanuele Ruffinengo / Danilo Ballo

- Datos: Q6125041